# HarfangLab
HarfangLab est une entreprise française spécialisée dans la cybersécurité, développant un logiciel EDR.

## Historique
HarfangLab est créée en 2018 par Grégoire Germain, un ancien officier de la Marine et ex-directeur de la cybersécurité chez Thales.
En décembre 2020, la plateforme d'HarfangLab obtient une certification CSPN pour son agent EDR Hurukai, garantissant sa sécurité contre diverses menaces. Cette certification est étendue en 2024.
En juin 2021, l'entreprise lève 5 millions d'euros, notamment auprès du fonds d'investissement Elaia. En octobre 2023, HarfangLab lève 25 millions d'euros supplémentaires dans un tour de table mené par Crédit Mutuel Innovation, MassMutual Ventures et Elaia.

## Produit
La plateforme EDR d'HarfangLab, Hurukai, est conçue pour détecter, investiguer et neutraliser les activités malveillantes sur les systèmes d'information. Elle utilise des systèmes d'apprentissage automatique pour analyser et surveiller les actions effectués sur les ordinateurs.
La plateforme est compatible avec divers outils et standards, tels que Sysmon, Yara, et Sigma, et peut s'intégrer avec des systèmes de gestion des informations et des événements de sécurité (SIEM). Il est également possible de se connecter à des services externes comme VirusTotal. Le logiciel agent est développé en Rust, pour réduire son impact sur les performances.

## Clients
HarfangLab compte 600 clients en 2025, dont la moitié dans le secteur public, notamment des ministères français et des grandes entreprises comme Thales.